# Rere Rock Slide Waterfall
Der Rere Rock Slide Waterfall (häufig auch nur Rere Rock Slide) ist ein Wasserfall im Gebiet der Ortschaft Rere im Gisborne District auf der Nordinsel Neuseelands. Er liegt nur wenige hundert Meter östlich der Rere Falls im Lauf des Wharekopae River. Seine Fallhöhe beträgt etwa 10 Meter. Es handelt sich nicht um einen frei fallenden Wasserfall, sondern vielmehr um eine auch als solche genutzte natürliche Wasserrutsche in Form einer 60 m langen und glatten Gesteinsplatte, über die das Wasser des Wharekopae River aufgrund der Hangneigung hinunterfließt.
Der Wasserfall ist wie die benachbarten Rere Falls in 35 Autominuten über eine Strecke von 50 Kilometern von Gisborne aus über die Wharekopae Road erreichbar und ein beliebtes Ausflugsziel bei Familien.